# Discurso testimonio
El discurso testimonio es un método de narración literaria en el cual se busca una información verificada de la historia mediante entrevistas a personajes reales para basarse en hechos verídicos. Guarda una estrecha relación con el periodismo. De hecho, es un género híbrido, que resulta de la mezcla de estilos literarios que ha tenido lugar en la segunda década del siglo XX.

## Surgimiento
Es una forma cuyo origen se remonta a las crónicas de la Reconquista. España tiene una tradición realista muy importante, que descubrimos en obras como El Lazarillo de Tormes, o el realismo del siglo XIX, y más tarde en la década de 1950, durante el franquismo. El afán de una literatura muy elaborada y con datos verificados se dio ya en la generación del 98.

## Características
Presenta generalmente un narrador en primera persona, identificándose con el personaje entrevistado. La lengua hablada por tanto da al texto un tono conversacional y discursivo. 
Se pretende denunciar las injusticias sociales que ese personaje ha vivido; por ello es importante la búsqueda de la veracidad en la información. Este testimonio surge de una atmósfera de represión y angustia, y al narrarse de esta manera se logra la inmediatez en la eficacia comunicativa. El lector/receptor del texto se identifica con el personaje que el narrador entrevista. 

## Obras ejemplares
Algunas novelas pioneras fueron: 
- La resaca, o Encerrado en un solo juguete: Juan Goytisolo
- La griba: Daniel Sueiro
- La mina: Antonio López Salinas

También destaca en este género Me llamo Rigoberta Menchú y así me nació la conciencia (1983), biografía sobre la indígena maya del mismo nombre, que fue llevada a cabo por la escritora venezolana Elizabeth Burgos.
- Datos: Q5808357